# Segítő kezek (Született feleségek)
Nem tévesztendő Segítő kezek (Repo Man) c. 1984-es filmmel (fősz. Emilio Estevez).
A Segítő kezek (Children and Art) a Született feleségek (Desperate Housewives) című amerikai filmsorozat ötvennegyedik epizódja. Az Amerikai Egyesült Államokban először az ABC (American Broadcasting Company) adó sugározta 2006. november 12-én.

## Az epizód cselekménye
Gabrielle elhatározza – most, hogy kimondták a válásukat Carlos-szal – visszatér a modellszakmába, ezért első lépésként New Yorkba utazik, hogy találkozzon az egykori ügynökével. Lynette-et végre hazaengedik a kórházból – népes családja legnagyobb örömére. Susan és Ian váratlanul korábban térnek haza az esti programjukról, amikor is legnagyobb döbbenetükre Julie-t és Austin-t a kanapén találják, félreérthetetlen helyzetben. Amikor Bree – persze már jó előre – írni kezdi a karácsonyi üdvözlőlapokat, úgy dönt, hogy Orson édesanyjának is küld egyet. Amikor azonban kiderül, hogy Gloria Hodge a világvége helyett éppen, hogy csak félórányira lakik Széplaktól egy idősek otthonában, Bree úgy határoz, hogy titokban meglátogatja őt. Susan teljesen véletlenül értesül arról, hogy Mike hazatért az otthonába, de persze a közelébe sem férkőzhet Edie miatt. Ám a legnagyobb gondja most mégiscsak az, hogy mindenáron szétválassza a fiatalokat, ezért úgy dönt, hogy egyedül nem boldogulván, Karl-tól kér segítséget Austin Britt eltávolítására.

## Mellékszereplők
- Dougray Scott – Ian Hainsworth
- Richard Burgi – Karl Mayer
- Kathryn Joosten – Karen McCluskey
- Ernie Hudson – Ridley nyomozó
- Matt Roth – Art Shephard
- Debra Monk – Marcella
- David Fabrizio – Collins nyomozó
- Ian Paul Cassidy – Durkin
- Allison Miller – Tanya
- Dixie Carter – Gloria Hodge
- Pat Crawford Brown – Ida Greenberg
- Betty Murphy – Alberta Fromme
- Ingrid Sanai Buron – Cserkész vezető
- Barbara Gruen – Vásárol
- Kate Mulligan – Ügyész
- Cierra Ramirez – Anne Marie
- Lenny Schmidt – Szomszéd férfi
- Thomas Silcott – Öregek otthona teherautósofőre

## Mary Alice epizódzáró monológja
A narrátor, Mary Alice monológja az epizód végén így hangzik (a magyar változat alapján):
„Olyan sok minden van, amit úgy szeretnénk elmondani a gyerekeinknek. Szeretnénk meggyőzni őket, hogy ne nőjenek fel olyan hamar, de nem hallgatnak ránk. El akarjuk mondani nekik, hogy a szépség mulandó, de ők nem hajlandók elhinni. Figyelmeztetjük őket, hogy tetteiknek következményei lesznek, és mégis dacolnak velünk. Szomorú, de gyerekeink még csak nem is kapiskálják, hogy veszélyes hely ez a világ. Így hát a mi dolgunk megtenni mindent, amit csak tudunk, hogy megvédjük őket. Mindent az égvilágon.”

## Epizódcímek szerte a világban
- Angol: Children and Art (A gyerekek és Art)
- Francia: Les conséquences de leurs actes (A szerepeik következményei)
- Német: Die Welt der Kinder (A gyerekek világa)
- Olasz: Art e i bambini (Art és a gyerekek)
- Spanyol: Los Niños y el Arte (A gyerekek és a művészet)
- Lengyel: Dzieci i sztuka (A gyerekek és a művészet)